# Пабю
Пабю́ (фр. и брет. Pabu) — коммуна во Франции, находится в регионе Бретань. Департамент — Кот-д’Армор. Входит в состав кантона Генган. Округ коммуны — Генган.
Код INSEE коммуны — 22161.

## География
Коммуна расположена приблизительно в 410 км к западу от Парижа, в 120 км северо-западнее Ренна, в 29 км к западу от Сен-Бриё.
Вдоль западной границы коммуны протекает река Триё (фр. Trieux).

## Население
Население коммуны на 2016 год составляло 2767 человек.
| 1962 | 1968 | 1975 | 1982 | 1990 | 1999 | 2008 | 2016 |
| ---- | ---- | ---- | ---- | ---- | ---- | ---- | ---- |
| 1592 | 1739 | 2452 | 2871 | 2772 | 2675 | 2777 | 2767 |

## Экономика
В 2007 году среди 1526 человек в трудоспособном возрасте (15—64 лет) 999 были экономически активными, 527 — неактивными (показатель активности — 65,5 %, в 1999 году было 65,7 %). Из 999 активных работали 924 человека (453 мужчины и 471 женщина), безработных было 75 (30 мужчин и 45 женщин). Среди 527 неактивных 160 человек были учениками или студентами, 246 — пенсионерами, 121 были неактивными по другим причинам.

## Фотогалерея
- Церковь Сен-Тюгдюаль
- Часовня Сен-Лу
- Старый акведук
- Шато Рюнварек